# Holophaea endoleuca
Holophaea endoleuca är en fjärilsart som beskrevs av Paul Dognin 1909. Holophaea endoleuca ingår i släktet Holophaea och familjen björnspinnare. Inga underarter finns listade i Catalogue of Life.